# پیتای مورچه‌خوار غول‌پیکر

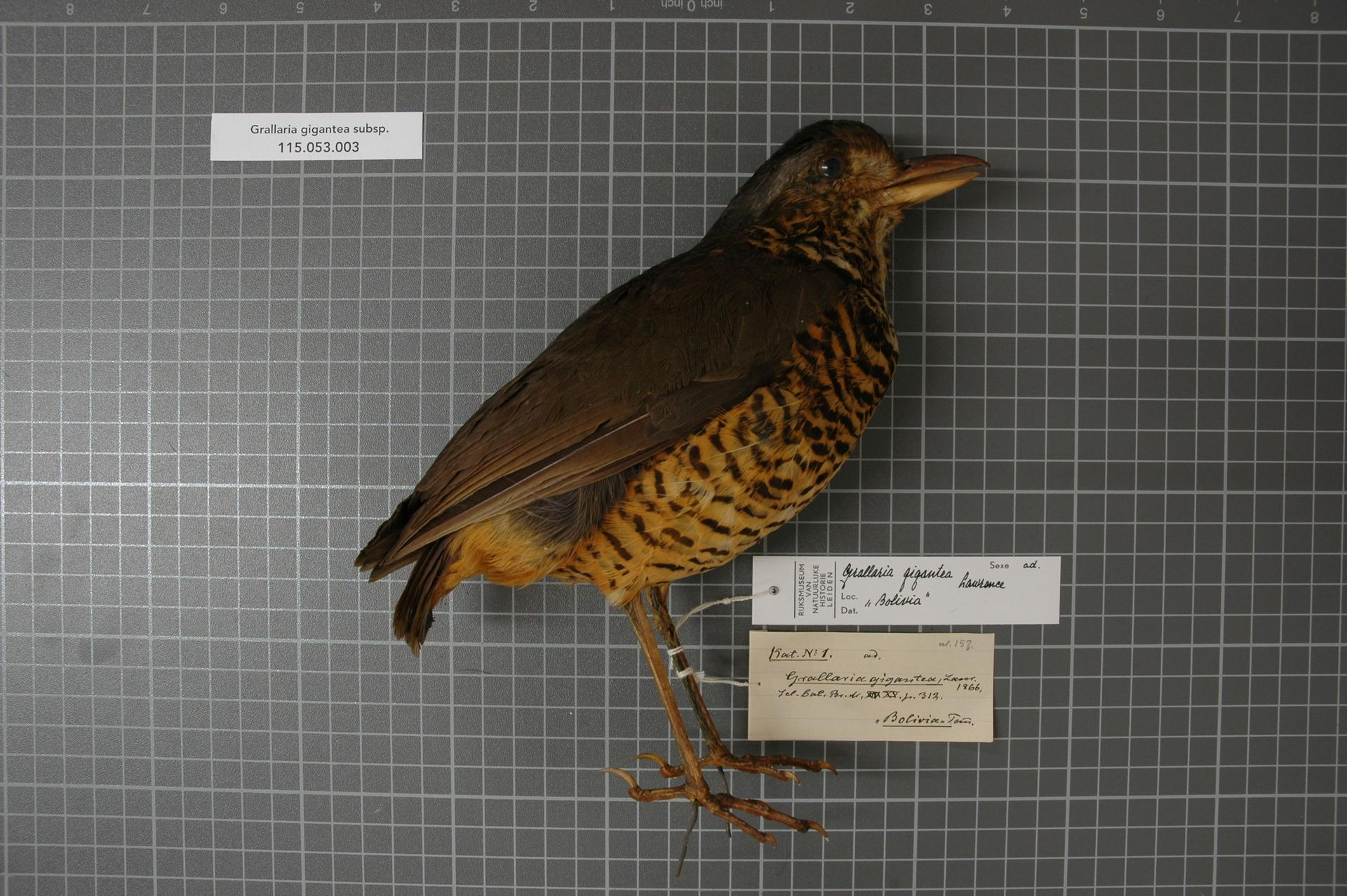
تصویر پرنده پیتای مورچه‌خوار غول‌پیکر

پیتای مورچه‌خوار غول‌پیکر (نام علمی: Grallaria gigantea) نام یک گونه از سرده پیتاهای مورچه‌خوار است.